# Диранг

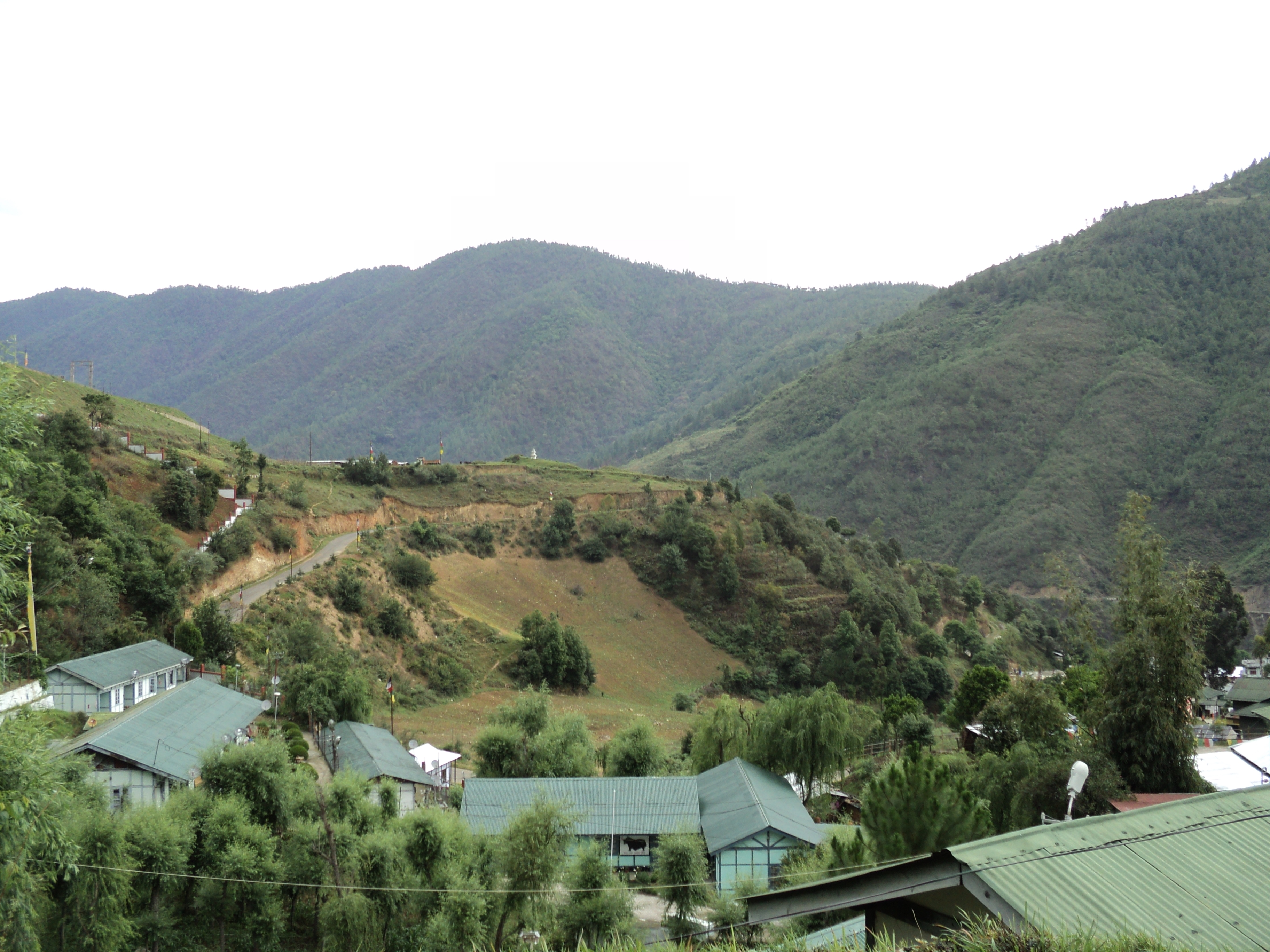
Диранг

Диранг — город в округе Западный Каменг в штате Аруначал-Прадеш в Индии, находится на высоте 1560 метров.
Город находится в одноимённой долине в 45 км на пути от Бомдила в Таванг, знаменит живописной местностью и термальными источниками.

## Достопримечательности
- буддийский монастырь Калачакры школы гэлуг, основанный 500 лет назад. В апреле 1983 года Далай-лама XIV проводил тут ритуал инициации Калачакры
- современный буддийский монастырь Палъюл Чагчуб Даргьелинг школы ньингма подшколы Палъюл
- Диранг-дзонг, построенный в 1831 году, сейчас в руинах. Это был центр администрации уезда народа монпа, дзонг находится на холме, и в нём в случае войны могло укрыться всё население

В долине Санти 7 км от города останавливаются на зиму во время перелётов журавли с чёрной шеей.